# Cheiracanthium danieli
Cheiracanthium danieli es una especie de araña araneomorfa del género Cheiracanthium, familia Cheiracanthiidae. Fue descrita científicamente por Tikader en 1975.
Habita en India.